# داون هامبتون
داون هامبتون (بالإنجليزية: Dawn Hampton)‏ هي موسيقية ومغنية وكاتبة غنائية أمريكية، ولدت في 9 يونيو 1928 في ميدلتاون في الولايات المتحدة، وتوفيت في 25 سبتمبر 2016 في نيويورك في الولايات المتحدة.

## وصلات خارجية
- داون هامبتون على موقع ميوزك برينز (الإنجليزية)